# Hyvinkää Falcons 2016
Questa voce raccoglie le informazioni riguardanti gli Hyvinkää Falcons nelle competizioni ufficiali della stagione 2016.

## Maschile

### IV-divisioona 2016

#### Stagione regolare
| Vaasa 2 luglio 2016 3ª giornata | Vaasa Vikings | 22 – 12 | Hyvinkää Falcons |  |

| Vaasa 2 luglio 2016 3ª giornata | Hyvinkää Falcons | 0 – 52 | Joensuu Wolves |  |

| Hyvinkää 9 luglio 2016 4ª giornata | Hyvinkää Falcons | 14 – 30 | Puuppola Buccaneers |  |

| Hyvinkää 9 luglio 2016 4ª giornata | Rusko Mayhem | 60 – 6 | Hyvinkää Falcons |  |

| Savonlinna 23 luglio 2016 5ª giornata | Helsinki Wolverines Pink | 0 – 54 | Hyvinkää Falcons |  |

| Savonlinna 23 luglio 2016 5ª giornata | Hyvinkää Falcons | 12 – 28 | Savonlinna Towers |  |

### Statistiche di squadra
| Competizione      | %Vittorie | In casa | In casa | In casa | In casa | In casa | In casa | In trasferta | In trasferta | In trasferta | In trasferta | In trasferta | In trasferta | Totale | Totale | Totale | Totale | Totale | Totale |
| Competizione      | %Vittorie | G       | V       | N       | P       | Pf      | Ps      | G            | V            | N            | P            | Pf           | Ps           | G      | V      | N      | P      | Pf     | Ps     |
| ----------------- | --------- | ------- | ------- | ------- | ------- | ------- | ------- | ------------ | ------------ | ------------ | ------------ | ------------ | ------------ | ------ | ------ | ------ | ------ | ------ | ------ |
| Stagione regolare | .167      | 3       | 0       | 0       | 3       | 26      | 110     | 3            | 1            | 0            | 2            | 72           | 82           | 6      | 1      | 0      | 5      | 98     | 192    |
| Totale            | .167      | 3       | 0       | 0       | 3       | 26      | 110     | 3            | 1            | 0            | 2            | 72           | 82           | 6      | 1      | 0      | 5      | 98     | 192    |

## Femminile

### Naisten I-divisioona 2016

#### Stagione regolare
| Porvoo 28 maggio 2016, ore 14:00 1ª giornata | Porvoon Butchers | 20 – 32 | Hyvinkää Falcons | Porvoon Pallokenttä |

| Hyvinkää 4 giugno 2016, ore 13:00 2ª giornata | Hyvinkää Falcons | 59 – 0 | West Coast Phoenix | Kankurin kenttä |

| Kuusankoski 12 giugno 2016, ore 14:00 3ª giornata | Kouvola Indians | 8 – 35 | Hyvinkää Falcons |  |

| Hyvinkää 2 luglio 2016, ore 13:00 5ª giornata | Hyvinkää Falcons | 12 – 8 | Mikkeli Bouncers | Kankurin kenttä |

| Kuopio 9 luglio 2016, ore 15:00 6ª giornata | Kuopio Steelers | 6 – 55 | Hyvinkää Falcons | Väinölänniemi |

| Hyvinkää 15 luglio 2016, ore 14:00 Anticipo 9ª giornata | Hyvinkää Falcons | 27 – 0 | Helsinki Wolverines | Kankurin kenttä |

| Tampere 23 luglio 2016, ore 16:00 7ª giornata | Tampere Saints | 0 – 46 | Hyvinkää Falcons | Pyynikin urheilukenttä |

| Hyvinkää 30 luglio 2016, ore 13:00 8ª giornata | Hyvinkää Falcons | 40 – 0 | Joensuu Wolves | Kankurin kenttä |

#### Playoff
| Hyvinkää 13 agosto 2016, ore 12:00 Semifinale | Hyvinkää Falcons | 62 – 12 | West Coast Phoenix | Kankurin kenttä |

| Hyvinkää 27 agosto 2016, ore 12:00 Finale | Hyvinkää Falcons | 0 – 8 | Mikkeli Bouncers | Kankurin kenttä |

### Statistiche di squadra
| Competizione      | %Vittorie | In casa | In casa | In casa | In casa | In casa | In casa | In trasferta | In trasferta | In trasferta | In trasferta | In trasferta | In trasferta | Totale | Totale | Totale | Totale | Totale | Totale |
| Competizione      | %Vittorie | G       | V       | N       | P       | Pf      | Ps      | G            | V            | N            | P            | Pf           | Ps           | G      | V      | N      | P      | Pf     | Ps     |
| ----------------- | --------- | ------- | ------- | ------- | ------- | ------- | ------- | ------------ | ------------ | ------------ | ------------ | ------------ | ------------ | ------ | ------ | ------ | ------ | ------ | ------ |
| Stagione regolare | 1.000     | 4       | 4       | 0       | 0       | 138     | 8       | 4            | 4            | 0            | 0            | 168          | 34           | 8      | 8      | 0      | 0      | 306    | 42     |
| Playoff           | .500      | 2       | 1       | 0       | 1       | 62      | 20      | 0            | 0            | 0            | 0            | 0            | 0            | 2      | 1      | 0      | 1      | 62     | 20     |
| Totale            | .900      | 6       | 5       | 0       | 1       | 200     | 28      | 4            | 4            | 0            | 0            | 168          | 34           | 10     | 9      | 0      | 1      | 368    | 62     |